# Bart Dhondt
 (novembre 2019).
 (novembre 2019).
Si vous disposez d'ouvrages ou d'articles de référence ou si vous connaissez des sites web de qualité traitant du thème abordé ici, merci de compléter l'article en donnant les références utiles à sa vérifiabilité et en les liant à la section « Notes et références ».
Bart Dhondt, né le 15 avril 1984 à Ostende, est un homme politique belge, membre du parti écologiste Groen, qu'il préside depuis le 19 décembre 2024. Il est échevin de la Mobilité et des Travaux publics de la Ville de Bruxelles de 2018 à 2024. 

## Biographie
Né à Ostende en 1984, Bart Dhondt y grandit. En 2006, il obtient une maîtrise en sciences économiques à l'université de Gand. Cette même année marque son entrée en politique. 
Pour les élections communales de 2006, il décide, pour la première fois, de se porter candidat sur une liste verte en Flandre-Occidentale, à Ostende. Après les élections communales, Bart part pour un stage de 6 mois en Inde. 
À son retour en Belgique, en 2007, il affirme son engagement auprès du parti politique Groen lors de la campagne électorale de 2007. Il s'investit pleinement dans la campagne de Wouter De Vriendt en devenant son responsable de campagne. Le 10 juin 2007, Wouter De Vriendt est élu en tant que député fédéral à la Chambre des représentants. Bart Dhondt rejoint son équipe au Parlement fédéral en tant que collaborateur. 
En 2009, Dhondt vit un tournant dans sa vie professionnelle. Il quitte l'équipe de Wouter De Vriendt pour devenir Coordinateur du budget au Service public fédéral du Budget et de Contrôle de gestion.
De 2010 à 2012, il prend la présidence du mouvement jeune de Groen, Jong Groen. Parallèlement, il s'installe dans le centre-ville de Bruxelles au sein du quartier Saint-Géry. Il y vit pendant près de 10 ans. 
En 2012, il maintient son engagement politique en se portant candidat sur la liste communale Ecolo-Groen de la Ville de Bruxelles. Le 14 octobre 2012, il est élu en tant que Conseiller communal. 
En 2013, Dhondt est détaché pour travailler au sein du cabinet du Secrétaire d'État bruxellois, Bruno de Lille. Il y assure la fonction de Conseiller en politique générale.
De 2014 à 2017, il reprend ses fonctions au sein du Service public fédéral du Budget et de Contrôle de gestion.
En janvier 2017, Dhondt devient directeur financier au sein de la commune de Watermael-Boisfort. 
En 2018, pour les élections communales, il se porte candidat sur la liste Ecolo-Groen de la Ville de Bruxelles. Le 3 décembre 2018, il prête serment en tant qu'échevin de la Mobilité et des Travaux publics. À nouveau candidat en 2024, il est élu conseiller communal mais son parti est rejeté dans l'opposition.
Il est élu à la présidence de Groen, le 19 décembre 2024 avec 59,1 % des voix au second tour, face à Bright Adiyia.